# Nyctemera selecta
Nyctemera selecta är en fjärilsart som beskrevs av Walker 1854. Nyctemera selecta ingår i släktet Nyctemera och familjen björnspinnare. Inga underarter finns listade i Catalogue of Life.